# Championnat des Émirats arabes unis de football 2004-2005
Navigation
Saison suivante Saison suivante
La saison 2004-2005 du Championnat des Émirats arabes unis de football est la trente-et-unième édition du championnat national de première division aux Émirats arabes unis. Les quatorze meilleures équipes du pays sont regroupées au sein d'une poule unique où elles s'affrontent deux fois au cours de la saison, à domicile et à l'extérieur. À la fin du championnat, les trois derniers du classement sont relégués tandis que le 11e dispute un barrage de promotion-relégation face au vice-champion de deuxième division.
C'est l'Al-Wahda Club qui remporte la compétition, après avoir terminé en tête du classement, avec cinq points d'avance sur le triple tenant, Al Ain Club et neuf sur Al Jazira Club. C'est le 3e titre de champion des Émirats arabes unis de l'histoire du club.

## Les clubs participants
| - Emirates Club - Al-Wahda Club - Al Sha'ab Sharjah - Al Ain Club - Al Ahly Dubaï - Emirates Club - Dubaï Club - Promu de D2 | - Al Jazira Club - Kalba Union - Al Nasr Dubaï - Al Shabab Dubaï - Al Wasl Dubaï - Al-Khaleej Club - Al Dhafra - Promu de D2 |

## Compétition
Le classement est établi sur le barème de points classique (victoire à 3 points, match nul à 1, défaite à 0).

### Classement
| Rang | Équipe              | Pts | J  | G  | N | P  | Bp | Bc | Diff |
| ---- | ------------------- | --- | -- | -- | - | -- | -- | -- | ---- |
| 1    | Al-Wahda Club       | 62  | 26 | 20 | 2 | 4  | 75 | 35 | +40  |
| 2    | Al Ain Club (T) (C) | 57  | 26 | 18 | 3 | 5  | 54 | 26 | +28  |
| 3    | Al Jazira Club      | 53  | 26 | 16 | 5 | 5  | 62 | 41 | +21  |
| 4    | Al Nasr Dubaï       | 46  | 26 | 13 | 7 | 6  | 48 | 33 | +15  |
| 5    | Sharjah SC          | 42  | 26 | 12 | 6 | 8  | 59 | 44 | +15  |
| 6    | Al Shabab Dubaï     | 40  | 26 | 11 | 7 | 8  | 43 | 44 | -1   |
| 7    | Al Ahly Dubaï       | 39  | 26 | 11 | 6 | 9  | 58 | 40 | +18  |
| 8    | Al Wasl Dubaï       | 34  | 26 | 9  | 7 | 10 | 36 | 36 | 0    |
| 9    | Al Sha'ab Sharjah   | 34  | 26 | 10 | 4 | 12 | 37 | 44 | -7   |
| 10   | Emirates Club       | 26  | 26 | 7  | 5 | 14 | 26 | 47 | -21  |
| 11   | Dubai Club (P)      | 24  | 26 | 6  | 6 | 14 | 30 | 53 | -23  |
| 12   | Al-Khaleej Club     | 19  | 26 | 5  | 4 | 17 | 36 | 62 | -26  |
| 13   | Kalba Union         | 19  | 26 | 4  | 7 | 15 | 27 | 55 | -28  |
| 14   | Al Dhafra (P)       | 13  | 26 | 2  | 7 | 17 | 36 | 67 | -31  |

|  | Qualification pour la Ligue des champions 2006                                              |
|  | Qualification pour la Coupe des clubs champions du golfe Persique 2005                      |
|  | Participation au barrage de promotion-relégation                                            |
|  | Relégation directe en deuxième division                                                     |
|  | (T) : Tenant du titre (C) : Vainqueur de la Coupe des Émirats arabes unis (P) : Promu de D2 |

### Matchs

#### Barrage de promotion-relégation
| Équipe 1           | Résultat | Équipe 2   |
| ------------------ | -------- | ---------- |
| Dibba Al-Hisn (D2) | 1 - 1    | Dubaï Club |

## Bilan de la saison
| Championnat des Émirats arabes unis de football 2004-2005                        |                          |
| Champion                                                                         | Al-Wahda Club (3e titre) |
| Coupes et trophées                                                               |                          |
| Vainqueur de la Coupe des Émirats arabes unis 2004-2005                          | Al Ain Club              |
| Qualifications continentales                                                     |                          |
| Ligue des champions 2006                                                         | Al-Wahda Club            |
| Ligue des champions 2006                                                         | Al Ain Club              |
| Coupe des clubs champions du golfe Persique 2005                                 | Al Wasl Dubaï            |
| Promotions et relégations                                                        |                          |
| Promus en UAE Football League                                                    | Bani Yas Club            |
| Promus en UAE Football League                                                    | Dibba El Hisn            |
| Relégués en Championnat des Émirats arabes unis de football de deuxième division | Al-Khaleej Club          |
| Relégués en Championnat des Émirats arabes unis de football de deuxième division | Kalba Union              |
| Relégués en Championnat des Émirats arabes unis de football de deuxième division | Al Dhafra                |
| Relégués en Championnat des Émirats arabes unis de football de deuxième division | Dubaï Club               |